# Флаг Ноябрьска
Флаг муниципального образования город Ноя́брьск Ямало-Ненецкого автономного округа Российской Федерации — опознавательно-правовой знак, составленный и употребляемый в соответствии с вексиллологическими правилами, служащий официальным символом муниципального образования, единства его территории, населения, права на самоуправление.
Флаг города Ноябрьска утверждён 14 декабря 1995 года решением собрания полномочных представителей города Ноябрьска № 10д.
21 сентября 1999 года, по рекомендации Государственной герольдии при Президенте Российской Федерации, решением Ноябрьской городской Думы № 133-Д, «Положение о флаге города Ноябрьска», утверждённое предыдущим решением, признано утратившим силу и утверждено новое положение о флаге муниципального образования город Ноябрьск.
Флаг внесён в Государственный геральдический регистр Российской Федерации с присвоением регистрационного номера 559.

## Описание
«Флаг города представляет собой гербовый флаг, то есть полотнище в цвет поля герба города с изображением фигур герба города с соотношением сторон 2:3 с воспроизведением фигур герба города Ноябрьска (стилизованных изображений нефтяной вышки и солнца) по центру полотнища с габаритной высотой фигур герба не менее 1:2 ширины полотнища».
Геральдическое описание герба города гласит: «В лазоревом (сине-голубом) поле с включённой оконечностью того же цвета вогнуто отвлечённое пурпурное острие, позади вершины которого — серебряный безант (диск) с составной каймой из широких серебряных и узких четырёхчастно составленных чёрно-серебряных частей, окружённый вплотную широким кольцом из узких золотых и широких восьмичастно составленных чёрно-серебряных частей. В оконечности острие сопровождено возникающим серебряным безантом, образующим земной шар, с одной параллельной, в цвет поля, и двумя такими же меридианами ниже параллели. Посередине острие обременено серебряной изломанной нитью в виде двух правых перевязей и одной левой перевязи между ними. Поверх острия — два серебряных бруска, из которых нижний длиннее, бруски соединены с нитью того же метала, положенной в столб, спускающейся от верхнего бруска вниз к оконечности, переменяющей на безанте (земном шаре) цвет на пурпурный и завершающейся малым клинчатораздвоенным вниз гонтом».

## Обоснование символики
Стилизованная буровая вышка с керном, разбуривающая северную часть земного шара, символизирует профилирующий род занятий населения города.
Верхняя (северная) часть земного шара говорит о географическом положении города.
Стилизованное солнце символизирует молодость и перспективность города.
Лазоревый (сине-голубой) цвет — символ чести, славы, преданности, истины, красоты, добродетели и чистого неба.
Серебро — символ простоты, совершенства, благородства, мира, взаимосотрудничества; золото — символ изобилия, чёрный цвет — мудрости.
Пурпурный цвет — достоинство и благородство.